# Peter Hudnut
Peter Hudnut (* 16. Februar 1980 in Washington, D.C.) ist ein ehemaliger Wasserballspieler aus den Vereinigten Staaten. Er gewann 2008 die olympische Silbermedaille. Zweimal siegte er mit dem Team der Vereinigten Staaten bei den Panamerikanischen Spielen.

## Karriere
Hudnut begann mit 14 Jahren mit dem Wasserball, nachdem er der Nationalmannschaft bei einem Training zugesehen hatte. Er studierte an der Stanford University und gewann mit deren Team 2001 und 2002 die College-Meisterschaft der Vereinigten Staaten. Nach seiner Graduation spielte er beim Los Angeles Water Polo Club.
Bei der Weltmeisterschaft 2005 belegte der 1,96 Meter große Defensivspieler mit der US-Nationalmannschaft den elften Platz. 2007 besiegte das US-Team im Finale der Panamerikanischen Spiele die brasilianische Mannschaft. Beim olympischen Wasserballturnier 2008 in Peking gewann die Mannschaft aus den Vereinigten Staaten ihre Vorrundengruppe vor den Kroaten und den Serben. Im Halbfinale traf das Team wieder auf die Serben und siegte mit 10:5. Das Finale gewannen die Ungarn mit 14:10, die Mannschaft aus den Vereinigten Staaten erhielt die Silbermedaille. Hudnut warf sein einziges Turniertor im Vorrundenspiel gegen die Italiener.
2011 belegte die US-Mannschaft den sechsten Platz bei den Weltmeisterschaften in Shanghai. Bei den Panamerikanischen Spielen 2011 besiegte das US-Team im Finale die Kanadier. Beim olympischen Wasserballturnier 2012 in London erzielte Hudnut sein einziges Tor gegen die Ungarn. Die Mannschaft erreichte den achten Platz.